# Borek (powiat głogowski)
Borek (niem. Borkau) – wieś w Polsce położona w województwie dolnośląskim, w powiecie głogowskim, w gminie Głogów.

## Podział administracyjny
W latach 1975–1998 miejscowość należała administracyjnie do województwa legnickiego.

## Historia
Pierwsza wzmianka pochodzi z 1766 roku i dotyczy przejęcia majątku przez hrabinę Constantine von Kayserling. Następnym właścicielem wsi był Królewski Radca Urzędowy Lucas. Po jego śmierci, w 1820 roku, Borek przeszedł w posiadanie posła pruskiego Augusta von Libermana. W 1850 roku majątek kupił von Lehfeldt, którego rodzina utrzymała go do końca II wojny światowej.

## Zabytki
Do wojewódzkiego rejestru zabytków wpisane są obiekty:

### Zespół pałacowy
- zespół pałacowy (nr 14), z XIX w.:
  - pałac powstał na przełomie XVII/XVIII wieku. W latach 20. XIX wieku a dokładnie w 1826 r., został przebudowany. Po roku 1880 Lehfeldtowie przebudowali pałac w stylu pruskiego eklektyzmu klasycystycznego i dobudowali jedną kondygnację. Na początku XIX wieku postawiono potężny gazon z fontanną, który obiegała prowadząca na podjazd droga.
  - park, z XIX w. W przypałacowy park wkomponowano rosnące wcześniej leśne drzewa: dęby, kasztanowce, klony, lipy, sosny, świerki, oraz dosadzone na przełomie wieków XIX i XX robinie akacjowe. W północno-wschodniej części parku powstał wydłużony staw.